# 努库茨基区
努库茨基区（俄语：Нукутский район）是俄罗斯联邦伊尔库茨克州下辖的一个区，其行政中心为新努库茨基。据2016年统计，该区的人口为15686人。